# Rhombophryne longicrus
Espèce
Rhombophryne longicrus est une espèce d'amphibiens de la famille des Microhylidae.

## Répartition
Cette espèce est endémique du Nord de Madagascar.

## Description
Le spécimen adulte mâle observé lors de la description originale mesure 23,8 mm de longueur standard et le spécimen adulte femelle observé lors de la description originale mesure 28,0 mm de longueur standard.

## Étymologie
Le nom spécifique longicrus vient du latin longus, long, et de crus, la jambe, en référence aux inhabituelles longues jambes de cette espèce.

## Publication originale
- Scherz, Rakotoarison, Hawlitschek, Vences & Glaw, 2015 : Leaping towards a saltatorial lifestyle? An unusually long-legged new species of Rhombophryne (Anura, Microhylidae) from the Sorata massif in northern Madagascar. Zoosystematics and Evolution, vol. 91, p. 105–114 (texte intégral).